# Eupithecia angelicata
Eupithecia angelicata là một loài bướm đêm trong họ Geometridae.